# Chelonarium yakushimanum
Chelonarium yakushimanum là một loài bọ cánh cứng trong họ Chelonariidae. Loài này được Nakane miêu tả khoa học đầu tiên năm 1963.